# Law & Order (2.ª temporada)
A segunda temporada da série americana Law & Order foi exibida do dia 17 de setembro de 1991 até o dia 14 de maio de 1992. Transmitida pelo canal NBC, a temporada teve 22 episódios.

## Episódios
| #T | #S | Título                    | Transmissão Original    | Diretor                  | Escritor                                                                                          |
| -- | -- | ------------------------- | ----------------------- | ------------------------ | ------------------------------------------------------------------------------------------------- |
| 1  | 23 | "Confession"              | 17 de setembro de 1991  | Fred Gerber              | Michael Duggan & Robert Palm                                                                      |
| 2  | 24 | "The Wages of Love"       | 24 de setembro de 1991  | Ed Sherin                | Roteiro: Ed Zuckerman História: Robert Stuart Nathan & Ed Zuckerman                               |
| 3  | 25 | "Aria"                    | 1 de outubro de 1991    | Don Scardino             | Roteiro: Christine Roum História: Michael S. Chernuchin                                           |
| 4  | 26 | "Asylum"                  | 8 de outubro de 1991    | Kristoffer Siegel-Tabori | Roteiro: Kathy McCormick História: Robert Palm                                                    |
| 5  | 27 | "God Bless the Child"     | 22 de outubro de 1991   | E.W. Swackhamer          | David Black & Robert Stuart Nathan                                                                |
| 6  | 28 | "Misconception"           | 29 de outubro de 1991   | Daniel Sackheim          | Roteiro: Michael S. Chernuchin História: Michael Duggan & Michael S. Chernuchin                   |
| 7  | 29 | "In Memory Of"            | 5 de novembro de 1991   | Ed Sherin                | Roteiro: David Black & Robert Stuart Nathan História: David Black & Siobhan Byrne                 |
| 8  | 30 | "Out of Control"          | 12 de novembro de 1991  | John Whitesell           | Roteiro: Jack Richardson História: David Black & Robert Stuart Nathan                             |
| 9  | 31 | "Renunciation"            | 19 de novembro de 1991  | Gwen Arner               | Michael S. Chernuchin & Joe Morgenstern                                                           |
| 10 | 32 | "Heaven"                  | 26 de novwmbro de 1991  | Ed Sherin                | Roteiro: Nancy Ann Miller & Robert Palm História: Robert Palm                                     |
| 11 | 33 | "His Hour Upon the Stage" | 10 de dezembro de 1991  | Steve Cohen              | Robert Nathan & Giles Blunt                                                                       |
| 12 | 34 | "Star Struck"             | 7 de janeiro de 1992    | Ed Sherin                | Roteiro: Robert Nathan & Sally Nemeth História: David Black & Alan Gelb                           |
| 13 | 35 | "Severance"               | 14 de janeiro de 1992   | Jim Frawley              | Roteiro: Michael S. Chernuchin & William N. Fordes História: Michael Duggan & William N. Fordes   |
| 14 | 36 | "Blood Is Thicker"        | 4 de fevereiro de 1992  | Peter Levin              | Roteiro: Ed Zuckerman História: Robert Nathan & Ed Zuckerman                                      |
| 15 | 37 | "Trust"                   | 11 de fevereiro de 1992 | Daniel Sackheim          | Roteiro: René Balcer História: Michael Duggan & René Balcer                                       |
| 16 | 38 | "Vengeance"               | 18 de fevereiro de 1992 | Daniel Sackheim          | Roteiro: Michael S. Chernuchin & René Balcer História: Peter S. Greenberg & Michael S. Chernuchin |
| 17 | 39 | "Sisters of Mercy"        | 3 de março de 1992      | Fred Gerber              | Roteiro: René Balcer História: Robert Palm & René Balcer                                          |
| 18 | 40 | "Cradle to Grave"         | 31 de março de 1992     | James Frawley            | Robert Nathan & Sally Nemeth                                                                      |
| 19 | 41 | "The Fertile Fields"      | 7 de abril de 1992      | Ed Sherin                | Michael S. Chernuchin & René Balcer                                                               |
| 20 | 42 | "Intolerance"             | 14 de abril de 1992     | Steven Robman            | Robert Nathan & Sally Nemeth                                                                      |
| 21 | 43 | "Silence"                 | 28 de abril de 1992     | Ed Sherin                | Roteiro: René Balcer & Michael S. Chernuchin História: René Balcer & Michael Duggan               |
| 22 | 44 | "The Working Stiff"       | 12 de maio de 1992      | Daniel Sackheim          | Roteiro: Robert Palm História: William N. Fordes & Robert Palm                                    |

A denominação #T corresponde ao número do episódio na temporada e a #S corresponde ao número do episódio ao total na série

## Elenco

### Law
- Paul Sorvino - Sargento Phil Cerreta
- Chris Noth - Detetive Mike Logan
- Dann Florek - Capitão Don Cragen

### Order
- Michael Moriarty - Ben Stone
- Richard Brooks - Paul Robinette
- Steven Hill - Adam Schiff